# 深尾重教
深尾 重教（ふかお しげのり）は、江戸時代後期の土佐藩家老。深尾家当主・佐川領主9代。

## 略歴
文化元年（1804年）11月21日、土佐藩家老深尾繁寛の三男として誕生した。
文化9年（1812年）3月、兄で深尾家当主の重世が早世する。4月に家督を相続し、9代佐川領主となる。文政元年（1818年）5月、元服して名乗りを因幡と改める。後に相模と改名する。天保元年（1830年）、郷校名教館の校舎を、長門国・明倫館を模して領内菜園畑に改築する。天保14年（1843年）、13代藩主・山内豊熈の家督相続御礼言上の際に、共に江戸城に登城して12代将軍・徳川家慶に拝謁する。江戸で旗本の洋式砲術家下曽根信敦に入門し、砲術を学ぶ。また、家臣の那須橘造を長崎に派遣して高島秋帆に砲術を学ばせ、家臣の恩田忠三郎らと図って海防のために洋式の大砲を建造した。
嘉永6年（1853年）11月3日死去、享年50。嫡男の重愛が幼かったため、弟・重愷の子の重先が養子となって家督相続した。